# Bianzone
Bianzone ist eine italienische Gemeinde in der Provinz Sondrio. 

## Lage und Einwohner
BianzoneIn liegt 20 Kilometer östlich von der Provinzhauptstadt Sondrio und rund 7 Kilometer südwestlich von Tirano im Veltlin, in der Nähe des Flusses Adda. Nördlich grenzt die Gemeinde an den Schweizer Kanton Graubünden. Zur 1248 Einwohner (Stand 31. Dezember 2024) zählenden Gemeinde gehören die Fraktionen Bratta, Campei, Campione, Nemina und Piazzeda.
Die Nachbargemeinden sind Brusio (CH-GR), Teglio und Villa di Tirano.

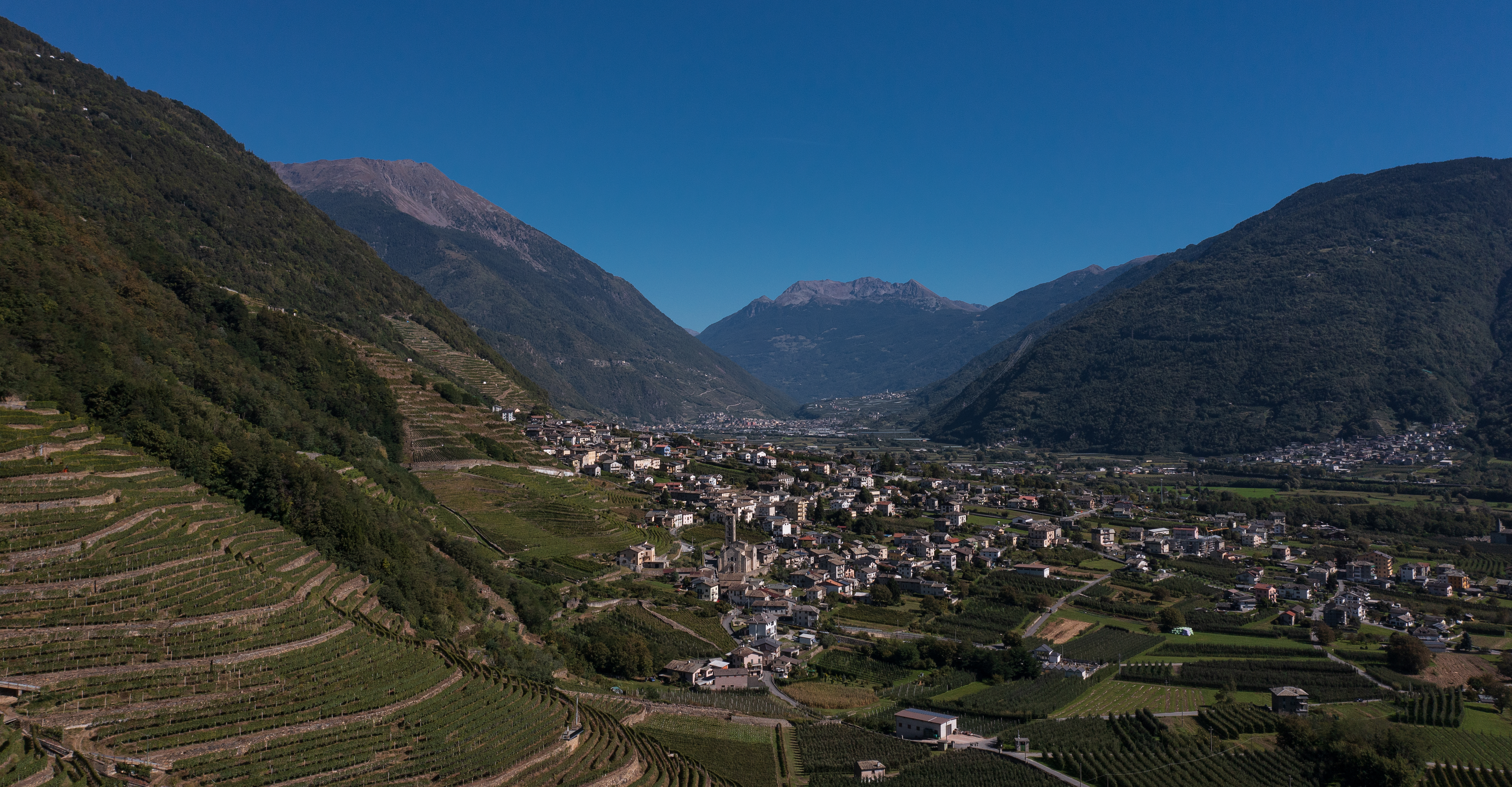
Bianzone

### Verkehrsanbindung

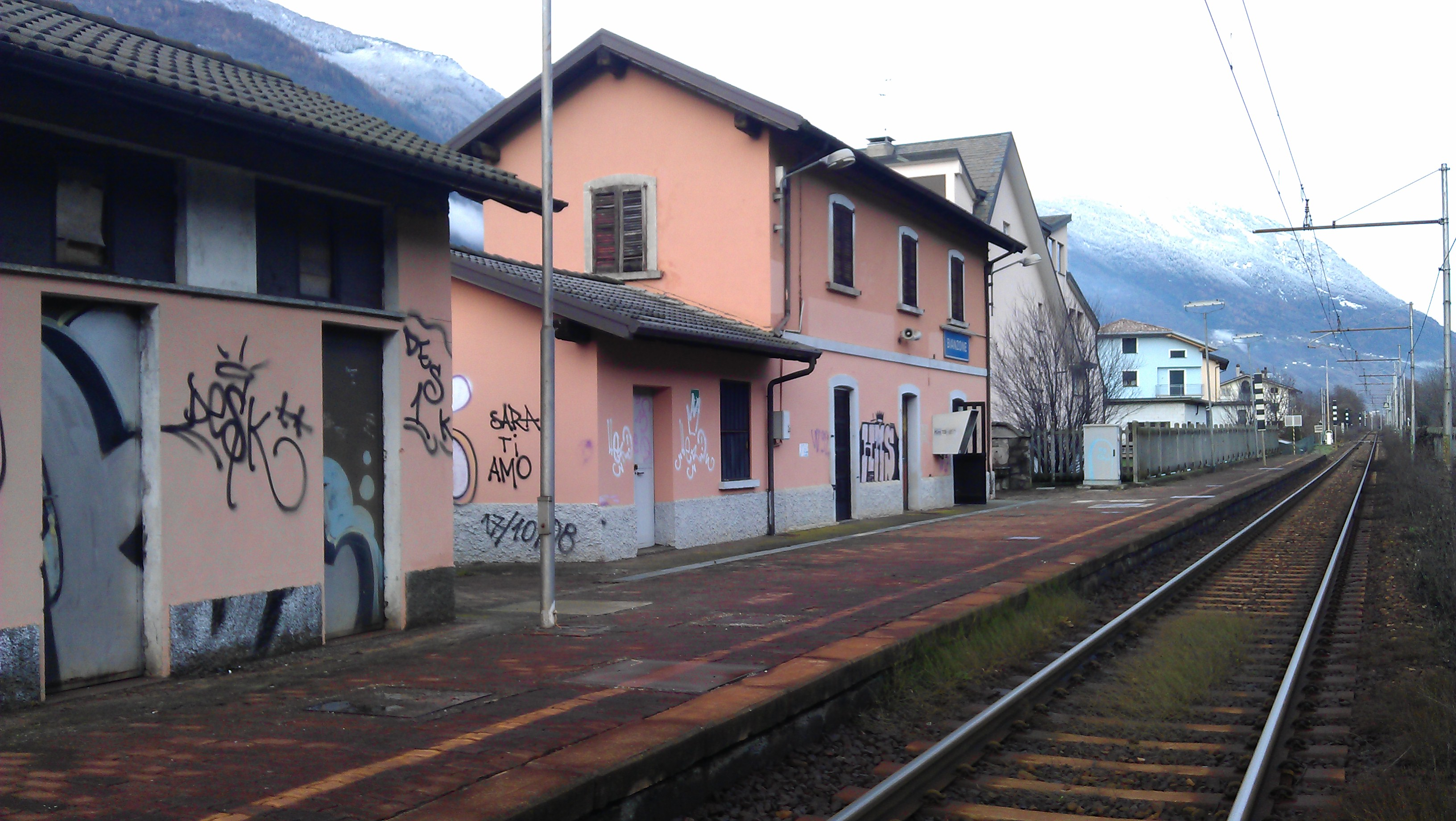
Der Bahnhof

Die Staatsstraße 38 (SS38) hat die Gemeinde eine Verbindung nach Bozen und an den Comer See weiter bis Mailand. Seit 1902 hat Bianzone einen Bahnhof an der Bahnstrecke Sondrio–Tirano. In Tirano hat sie Anschluss an die Berninabahn und in Sondrio Anschluss an die Veltlinbahn nach Lecco.

## Wirtschaft
Bianzone ist in wirtschaftlicher Hinsicht vor allem durch den Weinanbau von Bedeutung.

## Sehenswürdigkeiten
Eine kulturelle Besonderheit des Ortes besteht in den historischen Kirchengebäuden, deren Ursprünge bis ins 12. Jahrhundert zurückreichen.
- Pfarrkirche San Siro mit Fresken Vita della Vergine von Cipriano Valorsa (1548)
- Villa Besta-Lambertenghi
- Kirche Madonna del Piano.

## Persönlichkeiten
- Nino Bibbia (* 1922 in Bianzone; † 2013 in St. Moritz), war ein italienischer Wintersportler und Olympiasieger.